# 비킨 국립공원

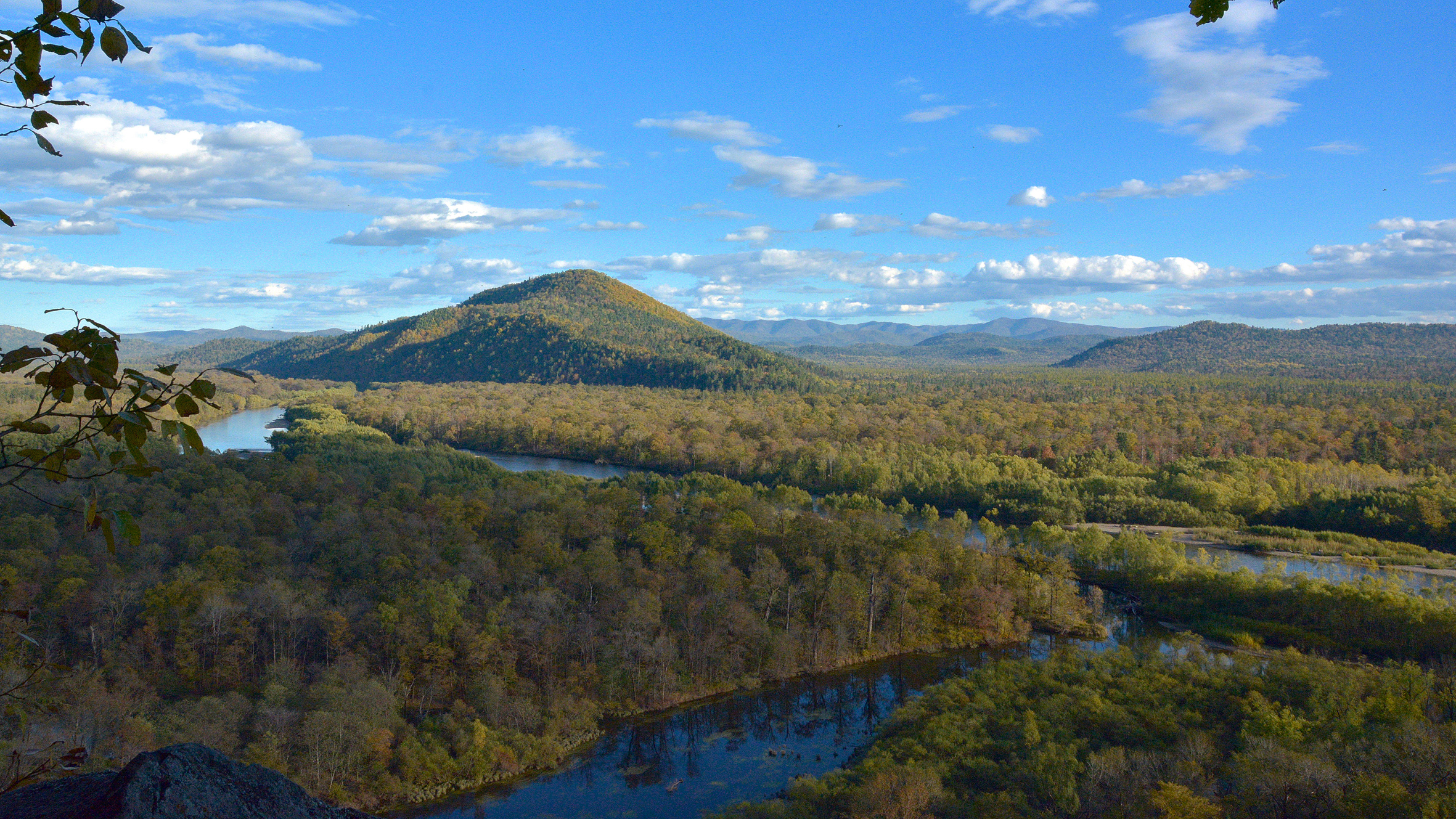

비킨 국립공원(Bikin National Park, 러시아어: Национальный парк «Бикин»)은 북반구에 남아 있는 가장 큰 노숙 혼합림과 야생 아무르 호랑이의 10%가 서식하는 영토를 보호하기 위해 2015년 11월 3일에 지정되었다. 이 공원은 또한 해당 지역에 거주하는 비킨 강 유역의 원주민인 우데게족과 나나이인 600명의 산림 문화를 보호할 목적으로 만들어졌다. 원시림의 크기와 "온대 우림"이라는 특성으로 인해 식물과 동물 모두의 생물 다양성의 중심지로서 중요한 지위를 가지고 있다. 이 공원은 러시아 극동 지역 프리모르스키 변경주의 포자르스키 지역 행정 구역에 위치하며 시호테알린산맥의 서쪽 경사면에 위치해 있다. 비킨강 계곡은 세계유산이다.